# Jolarpet
Jolarpet (ook wel Jolarpettai genoemd) is een panchayatdorp in het district Tirupattur van de Indiase staat Tamil Nadu. 

## Demografie
Volgens de Indiase volkstelling van 2001 wonen er 35.477 mensen in Jolarpet, waarvan 50% mannelijk en 50% vrouwelijk is. De plaats heeft een alfabetiseringsgraad van 69%. 